# People Everyday
People Everyday è un singolo del gruppo musicale statunitense Arrested Development, pubblicato nel maggio 1992 come secondo estratto dal primo album in studio 3 Years, 5 Months and 2 Days in the Life Of....

## Successo commerciale
Il singolo ottenne successo a livello mondiale.